# Militant Tendency
Die Militant Tendency (MT) war eine trotzkistische Gruppe in Großbritannien, die entristisch in der Labour Party engagiert war. Sie wurde 1964 von Mitgliedern der Revolutionary Socialist League gegründet und löste sich nach mehreren Umbenennungen 1997 in die Socialist Party auf.

## Gründung und Entrismus
Die Militant Tendency kann ihre organisatorischen Ursprünge auf die 1937 gegründete Workers’ International League (Internationale Arbeiterliga) und die Nachfolgepartei Revolutionary Communist Party (Revolutionär-Kommunistische Partei) zurückführen.
Der Gründungskern der MT war die Redaktion der Zeitschrift „Socialist Fight“ um Ted Grant, Ellis Hillman und Peter Taaffe.
Die MT trug ihren Namen nach ihrer Zeitung „Militant“, die anfangs monatlich, später zweiwöchentlich und schließlich als Wochenzeitung erschien.
Der Militant Tendency gelang es von 1969 bis 1972, beherrschenden Einfluss in der Jugendorganisation der Labour Party auszuüben. In den 1980er Jahren wuchs der Einfluss der MT, die über mehr als 500 Aktivisten verfügte, innerhalb von Labour weiter an.
1985 kritisierte der Labourvorsitzende Neil Kinnock auf einem Parteitag scharf die „Unterwanderung“ seiner Partei durch MT-Aktivisten. Dies führte zu massenhaften Ausschlussverfahren von MT-Anhängern in der Liverpooler Ortsgruppe von Labour.
Der Zenit des Einflusses der Militant Tendency war überschritten; es kam in der Gruppe zu heftigen Richtungskämpfen über die Frage, ob Entrismus, also der Verbleib in der Labour Party noch die angemessene revolutionäre Strategie zur Mobilisierung der Arbeiterklasse sei. 1992 wurden Ted Grant und Alan Woods ausgeschlossen, weil sie weiter in einer sozialdemokratischen Partei  arbeiten wollten, was von 93 % der Delegierten des damaligen Weltkongresses des Committee for a Workers’ International (CWI) abgelehnt wurde. 1993 gründeten Ted Grant und Alan Woods daraufhin die International Marxist Tendency (IMT), der sich mehrere größere Sektionen des CWI anschlossen. In Großbritannien führt die dortige IMT-Sektion unter dem Namen Socialist Appeal die ursprüngliche politische und organisatorische Linie der Militant Tendency bis heute fort und orientiert weiterhin auf die Labour Party. Das CWI hingegen gründete 1997 die Socialist Party und kandidiert seitdem bei Wahlen gegen die Labour Party. Beide Organisationen sehen sich jedoch als Erben der Militant Tendency.